# Aradac

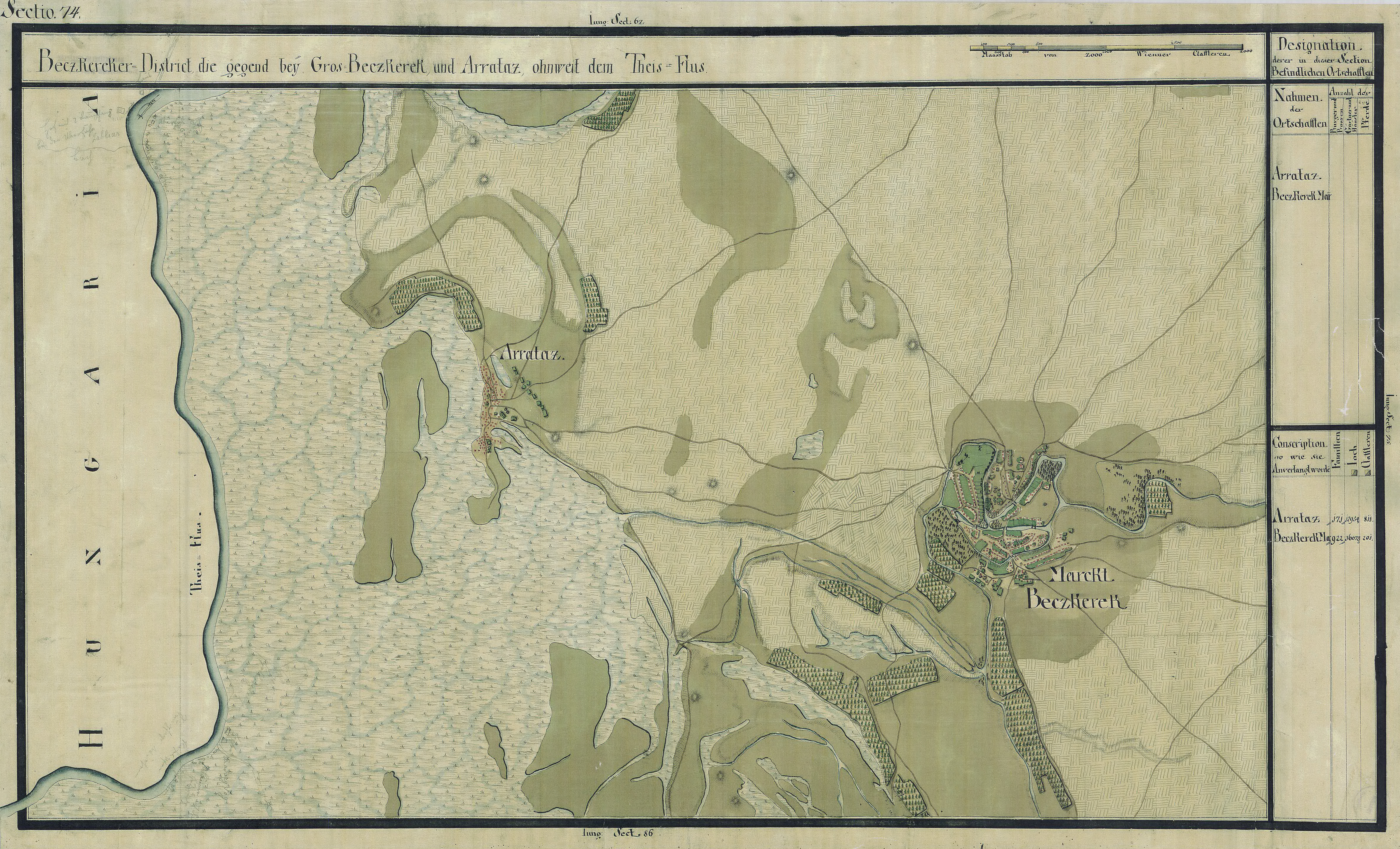
Aradac in der Josephinischen Landesaufnahme, 1769–72

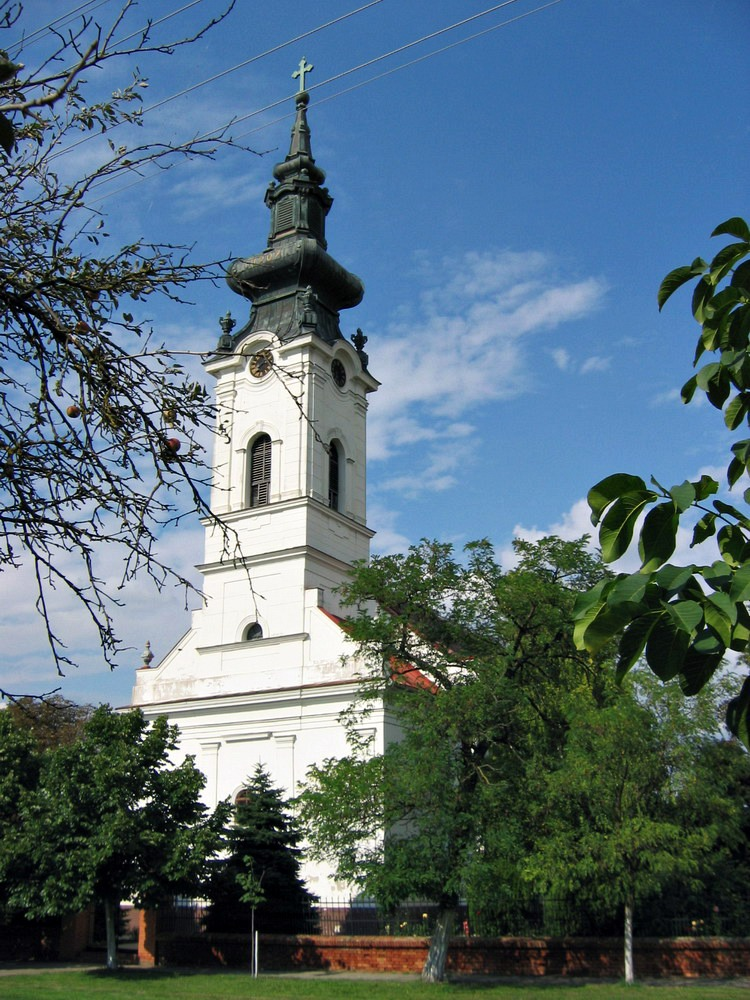
Die slowakisch-evangelische Kirche

Die Hauptstraße von Aradac

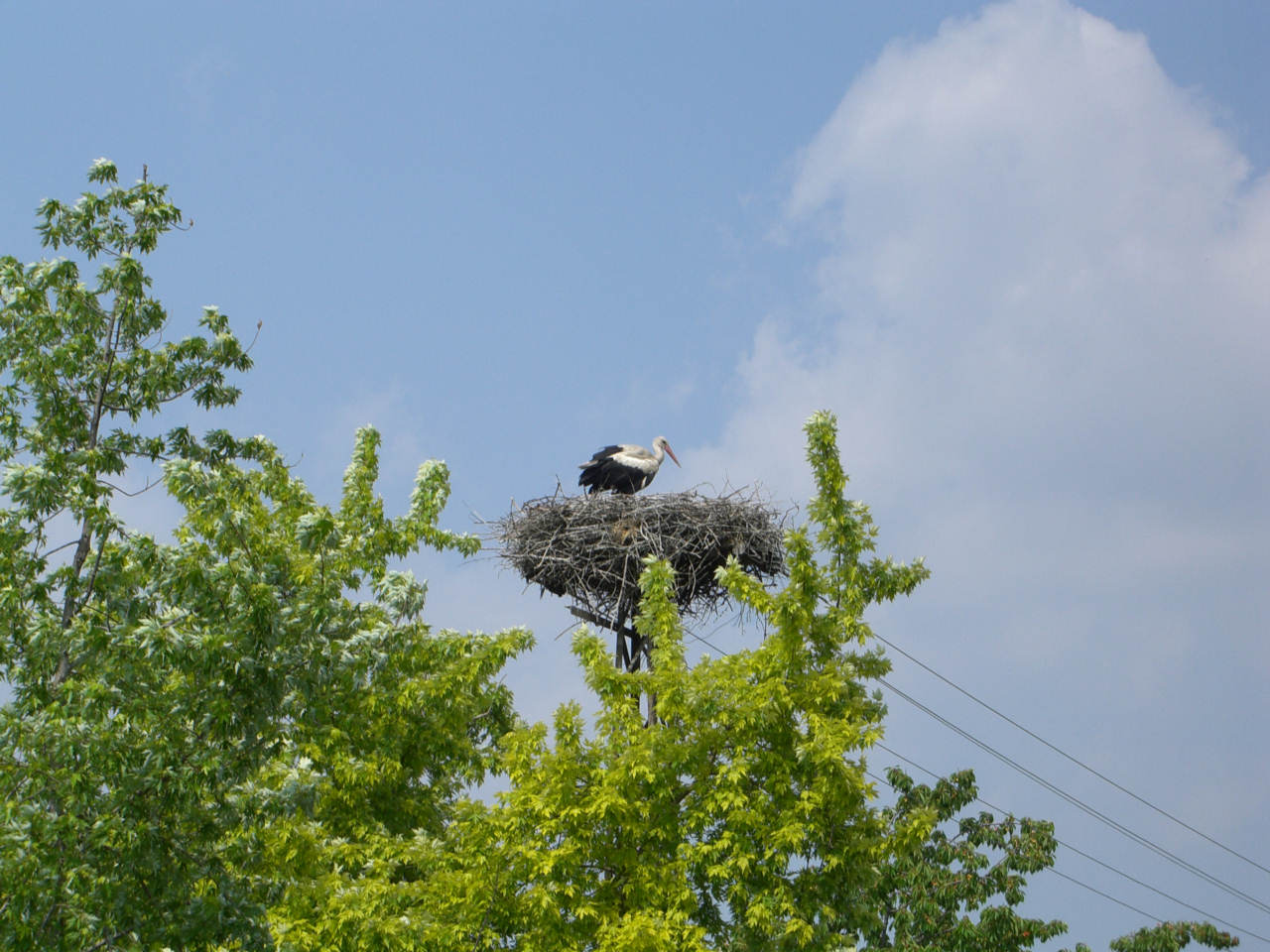
Einer der Störche, die jedes Jahr auf einem Strommast ihre Jungen ausbrüten

Aradac [ˈarad̪at͡s]  (kyrill. Арадац, ungarisch Aradi, slowak. Aradáč, deutsch Aradatz) ist ein Ort im serbischen Banat, etwa 6 km westlich von Zrenjanin und 50 km östlich von Novi Sad. Aradac ist ein typisches Flachlanddorf und liegt in der Pannonischen Tiefebene. Der Ort gehört zum Verwaltungsgebiet der Stadt Zrenjanin.

## Geschichte
Aradatz wurde das erste Mal im Jahre 1723 in der Mersijev-Karte erwähnt. Die ersten Einträge finden sich in Büchern des Papstes aus den Jahren 1332 bis 1337 unter dem Namen 'Arad'. In der Mitte des 18. Jahrhunderts wurde in Aradac die serbisch-orthodoxe Kirche Hl. Erzengel Gabriel erbaut.

## Einwohner
Die Volkszählung von 2003 ergab 3.443 Einwohner. Davon waren etwa 1.650 Serben und 1.380 Slowaken, der Rest verteilt sich auf andere Ethnien (Kroaten, Slowenen, Ungarn, Rumänen, Mazedonier usw.)

## Historische Einwohnerzahlen
- 1900: 4.435
- 1910: 4.445
- 1961: 4.001
- 1971: 3.824
- 1981: 3.825
- 1991: 3.573
- 2002: 3.461

## Schulwesen
Für die Grundbildung ist die Schule Bratsvo Aradac verantwortlich. Es wird in Serbisch und seit dem Jahre 1954 auch in Slowakisch unterrichtet. Die Schule hat 14 eigenständige Abteilungen, eine kombinierte Abteilung bilden die zwei Vorschulgruppen.

## Sport
Der Sportverein „ASK“ wurde 1959 durch die Vereinigung des serbischen Vereins Slavija und des slowakischen Vereins Janošik gegründet. Der Verein hat ein eigenes Stadion mit überdachter Tribüne und Umkleideräumen. Neben dem Sportverein gibt es seit 1984 noch den Verein für schwere Athletik Superman. Seit 2000 gibt es den Karate-Klub Aradac.

## Infrastruktur
Das Dorf wird durch einen 91 m tiefen Brunnen mit Wasser versorgt.

## Ausflugsorte
Da Aradac in der Nähe des Flusses Tisa (7–8 km) liegt, ist dies ein Ausflugsort für die Einwohner.

## Kirchen und Glaubensinstitutionen
In Aradac gibt es vier Kirchengemeinden. Die meistbesuchte ist die slowakisch-evangelische, es folgen die serbisch-Orthodoxe, die baptistische und die nazarenische Kirche.